# 무선 접속 기술
무선 접속 기술(Radio Access Technology, RAT)은 무선 통신 네트워크의 기본 물리적 연결 방법이다. 많은 최신 휴대폰은 블루투스, 와이파이, GSM, UMTS, LTE 또는 5G NR과 같은 하나의 장치에서 여러 RAT를 지원한다.
RAT라는 용어는 전통적으로 이동통신망 상호운용성 분야에서 사용되어 왔다. 최근에는 이종 무선 네트워크를 논의할 때 RAT라는 용어가 사용된다. 이 용어는 사용자 장치가 인터넷에 연결하는 데 사용되는 RAT 유형 중에서 선택할 때 사용된다. 이는 IEEE 802.11(Wi-Fi) 기반 네트워크의 액세스 포인트 선택과 유사하게 수행되는 경우가 많다.

## 같이 보기
- 무선 접속 네트워크(RAN)